# Psoralea
Psoralea är ett släkte av ärtväxter. Psoralea ingår i familjen ärtväxter.

## Bildgalleri

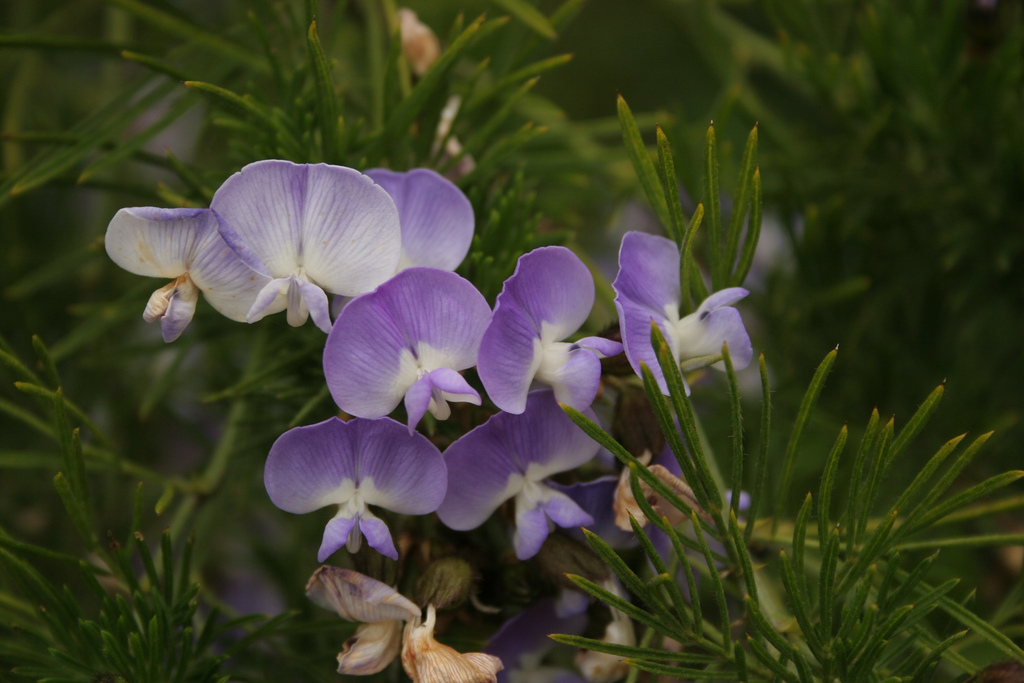

## Dottertaxa tillPsoralea, i alfabetisk ordning[1]
- Psoralea aculeata
- Psoralea adscendens
- Psoralea affinis
- Psoralea alata
- Psoralea aphylla
- Psoralea arborea
- Psoralea archeri
- Psoralea argophylla
- Psoralea asarina
- Psoralea australasica
- Psoralea axillaris
- Psoralea badocana
- Psoralea balsamica
- Psoralea californica
- Psoralea canescens
- Psoralea castorea
- Psoralea cinerea
- Psoralea clementii
- Psoralea connixa
- Psoralea cuneata
- Psoralea cuspidata
- Psoralea cyphocalyx
- Psoralea digitata
- Psoralea divaricata
- Psoralea douglasii
- Psoralea effusa
- Psoralea ensifolia
- Psoralea eriantha
- Psoralea esculenta
- Psoralea exile
- Psoralea fascicularis
- Psoralea filifolia
- Psoralea glabra
- Psoralea glandulosa
- Psoralea glaucescens
- Psoralea glaucina
- Psoralea graveolens
- Psoralea gueinzii
- Psoralea holosericea
- Psoralea hypogaea
- Psoralea imbricata
- Psoralea implexa
- Psoralea keetii
- Psoralea kraussiana
- Psoralea lachnostachys
- Psoralea laevigata
- Psoralea lanceolata
- Psoralea latestipulata
- Psoralea laxa
- Psoralea leucantha
- Psoralea linearifolia
- Psoralea lupinella
- Psoralea macrophylla
- Psoralea macrostachya
- Psoralea martinii
- Psoralea melanocarpa
- Psoralea mexicana
- Psoralea monophylla
- Psoralea nodosa
- Psoralea odoratissima
- Psoralea oligophylla
- Psoralea onobrychis
- Psoralea oreophila
- Psoralea oreopolum
- Psoralea pallida
- Psoralea palmeri
- Psoralea papillosa
- Psoralea pariensis
- Psoralea parva
- Psoralea patens
- Psoralea pinnata
- Psoralea plauta
- Psoralea plumosa
- Psoralea psoralioides
- Psoralea pullata
- Psoralea punctata
- Psoralea pustulata
- Psoralea ramulosa
- Psoralea repens
- Psoralea restioides
- Psoralea reverchonii
- Psoralea rhombifolia
- Psoralea rydbergii
- Psoralea scaposa
- Psoralea simplex
- Psoralea speciosa
- Psoralea stipulata
- Psoralea strobilina
- Psoralea subulata
- Psoralea tenax
- Psoralea tenuiflora
- Psoralea tenuissima
- Psoralea testariae
- Psoralea triflora
- Psoralea trinervata
- Psoralea trullata
- Psoralea walkingtonii
- Psoralea verrucosa
- Psoralea virens